# Proshizonotus pulchripes
Proshizonotus pulchripes är en stekelart som först beskrevs av Girault 1927.  Proshizonotus pulchripes ingår i släktet Proshizonotus och familjen puppglanssteklar. Inga underarter finns listade i Catalogue of Life.